# Koji Funamoto
Koji Funamoto (Hiroshima, Prefectura d'Hiroshima, 12 d'agost de 1942) és un futbolista japonès que disputà dinou partits amb la selecció japonesa.